# Török Bálint (hadvezér)
Enyingi Török Bálint (1502. szeptember 25.  – 1503. február 24. között. – 1550) magyar főnemes, hadvezér, nándorfehérvári bán.

## Élete

### Ifjúsága
A Hunyadiak hűbéreseként birtokait jelentős területekkel gyarapító enyingi Török Imre (fl. 1464–1521) Valkó vármegye főispánja, nándorfehérvári bán, gyulai várnagy, földbirtokos és Parlaghy Krisztina (fl. 1486–1515) fia. Apai nagyszülei enyingi Török Ambrus (fl. 1445–1491), Sopron vármegye főispánja, a Bosnyák királyság kincstartója, és Vityay Veronika asszony voltak. Anyai nagyszülei Parlaghy György (fl. 1452–1486), királyi ajtónállómester, Borsod vármegye főispánja, diósgyőri várnagy, valamint Vizaknai Miklós lánya, Borbála (fl. 1475–1496) voltak. Török Bálint apai nagynénjei enyingi Török Lúcia, hédervári Héderváry Ferenc hitvese, enyingi Török Ilona, akinek a férje osztopáni Perneszy Imre (fl. 1469-1512), Bélavár kapitánya, babocsai várnagy, és enyingi Török Krisztina, aki lecskei Sulyok István házastársa volt. Az anyai nagynénjei Parlaghy Ilona (fl. 1486), akinek a férje nagykállói Kállay János, valamint Parlaghy Lúcia (fl. 1521), akinek a férje pákosi Paksy Lajos (fl. 1479-1489), diósgyőri várnagy, földbirtokos.
A Török család két generáció alatt végbement gyors társadalmi felemelkedésének és vagyonszerzésének köszönhetően Török Bálint fiatal kora ellenére az 1520-as évek derekán már az ország legtekintélyesebb és legbefolyásosabb földesurai közé tartozott. 1507-ben, miután apjával és bátyjával, Miklóssal együtt II. Ulászló királytól bárói címet nyert, a főnemesség soraiba emelkedett. Apja halála után, annak posztját megörökölve, már tizenkilenc éves korában nándorfehérvári bán lett, az 1521-es nándorfehérvári ostrom idején azonban a Magyarország kulcsának tartott erősségtől távol tartózkodott. A vár katonái évek óta fizetetlenek voltak, az ifjú főúr gyámjai az országgyűlésben el is panaszolták a siralmas kilátásokat, érdemi támogatást azonban nem kaptak. Így 1521-ben a várat az óriási túlerő ellenében 66 napig hősiesen védő Oláh Balázs végül kénytelen volt feladni. Az országgyűlés a felelősséget Török Bálintra hárította, és jószágvesztésre ítélte. A fiatal arisztokrata azonban elmenekült, és birtokaitól távol, Erdélyben állt Szapolyai János vajda szolgálatába. A királyi kegyet néhány évvel később nyerte el újra. A hatalmi helyzetét az udvarnál megszilárdító Török Bálint 1524-ben II. Lajos király testőrségének tisztjeként feleségül vette az új familiárisi bázist építő Mária királyné legkedvesebb udvarhölgyét, Pemflinger Katalint, Markus Pemflinger lányát. Házasságukból két fiuk született, Török János 1529-ben, Török Ferenc pedig az 1530-as évek elején.

### A mohácsi csata után
A mohácsi csatában Ráskay Gáspár és Kállay János mellett a királyi testőrség egyik parancsnokaként vett részt. A király életét nem tudták megóvni, ezért, mint Nándorfehérvár elestekor is, felmerült a személyes felelősségének kérdése. Brodarics István a mohácsi csata eseményeit rögzítő, 1527-ben kelt tudósítása szerint azonban az uralkodó halálát a fővezér, Tomori Pál taktikai tévedése okozta: egy török csapat váratlan felbukkanásakor, annak megsemmisítésére elvezényelte a testőröket Lajos király mellől. A parancsot Törökék csak többszöri sürgetést követően teljesítették.
Mohács után Szapolyai János király pártjára állt, és az 1526. évi székesfehérvári országgyűlés tagjaként részt vett királlyá választásában. A fiatal arisztokrácia többi tagjához hasonlóan Szapolyai az elhunyt uralkodó hűbéresei közé tartozó Törököt is igyekezett lekötelezettjévé tenni, ezért kormányának egyik legfontosabb emberét temesi ispánsággal és az ezzel együtt járó alsó-magyarországi főkapitányi tisztséggel jutalmazta.
Minthogy hűbérura nem szolgáltatott számára igazságot, saját csapataival támadta meg Szabadkán, majd űzte ki a birtokai egy részét elfoglaló, és ugyancsak János királyt szolgáló szerb felkelőt, Cserni Jován „cárt” (a Fekete Embert).
Szapolyai támogatásának elmaradása minden bizonnyal közrejátszott abban, hogy miután a Mária özvegy királyné körül csoportosult főurak 1526 végén Pozsonyban János ellenében magyar királlyá választották Habsburg Ferdinándot (Mária öccsét), titokban átpártolt a híveket toborzó új uralkodóhoz. Az időközben szintén Ferdinánd oldalára állt Cserni Jovánnak fejét vette, és azt – hűségének látszólagos bizonyítékaként – Ferdinánd jóváhagyásával elküldte Budára Szapolyainak. A Habsburg-párthoz tartozását a királynak a belháború nyitányát jelentő, Buda augusztus 20-i bevételével végződő 1527-es magyarországi hadjáratához való csatlakozásával tette nyilvánvalóvá.
Ezután sok évig hűségesen, bár nagy áron szolgálja a Habsburg királyt. A két uralkodó több mint egy évtizedes belháborúja idején (1526-1538) valódi rablólovagként viselkedett, aki az eszközökben nem válogatva szerezte meg a kiszemelt birtokokat, és ezzel Szigetvár központtal a Dunántúl legerősebb földesurává vált. Az 1530-as évek első felében Ferdinánd király mind gyakrabban tagadta meg tőle az újabb és újabb kéréseket, így viszonyuk egyre feszültebbé vált. 1534-ben a nagy értékű vránai perjelségre igényt tartva konfliktusba keveredett a Zrínyiekkel is, akik nem voltak hajlandók kiadni a kezükből annak birtokát. E vitában az uralkodó – bár nyíltan nem vállalta fel –, nem támogatta e követelését sem. Az ügy reménytelenségével és a király halogató politikájával szembesülve Török Bálint úgy döntött, hogy elpártol Ferdinándtól és újra Szapolyai szerviense lesz. Ennek következménye volt a likvidálására vonatkozó királyi utasítás. A Török ellen tervezett, de dilettáns módon szervezett merénylet azonban nem sikerült. 1536-os elpártolásával több vármegyét is Szapolyai pártjára állított, aminek következtében fontos pozíciókra tett szert a Dunántúlon és a Felvidéken is.
János király az átállást Hunyad vármegye örökös grófságával, az ehhez tartozó négy várral és uradalmaival, valamint az ország legnagyobb földbirtoka, Debrecen elajándékozásával hálálta meg. Ezek a legújabb szerzemények Török Bálintot az ország legnagyobb hatalmú és leggazdagabb földbirtokosává tették. A Hunyadiak kora óta nem alakult ki egyetlen személy kezén sem ilyen hatalmas birtokkomplexum. Török Bálint a somogyi főispánság és hunyadi grófság tiszte mellett birtokolta Hunyad vármegyében Hunyad, Déva, Morzsina és Kolc várát, illetve uradalmaikat, Biharban Debrecen városát, Somogy vármegyében Szigetvárt, Somogyvárt, Csurgót, Tolnában Simontornyát, Ozorát és Anyavárát, Veszprémben Enyinget, Cseszneket és Pápát, Komáromban Vitányt, Gesztest és Tatát, Zalában pedig Szigligetet. Korábban kapott adományokat a Zemplén megyei Kövesdre, valamint a Kőrös megyei Boróra és Soproncára, a reformáció terjedését kihasználva pedig megszállva tartotta a pécsi és nyitrai püspökség roppant javait.
Amikor 1540-ben, de még János király életében Majláth (Maylád) István, Balassa Imre és Kendy Ferenc szövetséget kötöttek uralkodójuk ellen, Petrovics Péterrel együtt neki jutott a feladat, hogy a hitszegőket leverje. Diódot és Almást el is pusztították, Fogarast azonban, ahol Majláth és Balassa tartózkodott, Török nem akarta ostrom alá venni, mert az előbbi régi barátja volt. A királyi becsületbíróság engedélyezte számára az összeesküvők elleni fellépést, ennek ellenére vonakodott attól, hogy Majláth ellen ténylegesen harcba bocsátkozzon. Végül betegségre hivatkozva visszavonult Gyulafehérvárra.
A váradi békében foglaltakkal ellentétesen a halálra készülő és fiának megszületéséről értesülő János király kérésére a Szapolyai-párt többi főemberével együtt hűséget fogadott Izabella királyné és a csecsemő János Zsigmond mellett, és az 1540 szeptemberében lezajlott rákosi királyválasztást követően Fráter Györggyel és Petrovics Péterrel együtt megbízást nyert a gyermek király nagykorúvá válásáig az ország kormányzására. Ezzel politikai pályafutásának csúcsára jutott.

### Fogsága és halála
1540-ben Ferdinánd hadvezére, Leonhard von Fels ostrom alá vette Budát, amit Fráter György és Török Bálint védett. Az ostromló sereg harci kedve azonban nem volt túl nagy, és miután nyilvánvalóvá vált, hogy a hadjárat nem érte el a kívánt eredményt, a király novemberben elrendelte csapatai visszavonulását.
1541-ben Wilhelm Roggendorf vezetésével Ferdinánd újabb kísérletet tett a Szapolyai-párt kezén lévő Buda bevételére. Két tűz közé szorult serege azonban súlyos vereséget szenvedett a várból kiszorult Török Bálint, a hozzá csatlakozó Mehmed szendrői bég, illetve Fráter György, a Budán tartózkodó gyermekkirály, János Zsigmond és Izabella királyné gyámja által vezetett csapatoktól.
Noha az 1541-es budai hadjárat során sikerült visszavetni a Habsburgok magyarországi hatalmi ambícióit, ezzel még az ország névleges függetlensége is odalett, hiszen a korábbi vazallusi viszonyokkal szakítani kívánó, és időközben seregével a főváros alá érkező Szulejmán szultán ekkor elfoglalta a várat, majd Magyarország középső részének megszállását követően megkezdődött a török katonai-polgári közigazgatás kiépítése is.
A hatalomváltás legnagyobb vesztese Török Bálint volt, akit a gyermek király fölött gyámkodó többi főemberrel együtt Szulejmán a táborába hívatott – eközben vonultak be a janicsárok ellenállás nélkül Budára –, és többé már soha nem engedett szabadon. Az Isztambulba visszatérő törökök rabként magukkal hurcolták, és élete végéig – több helyen, köztük a hírhedt Héttoronyban is – fogságban tartották.
Hiába harcolt hát a szultán oldalán a Buda bevételére felsorakozott Habsburg-erők ellen, a vagyonát, hatalmát gátlástalanul gyarapító, az újabb birtokok megszerzése érdekében hűbéruraitól többször is elpártoló Török Bálint nem kerülhette el a végzetét.
Minthogy visszatérése senkinek nem állt érdekében, a felesége, Pemfflinger Katalin által a kiszabadítása érdekében tett erőfeszítések (Gárdonyi Géza regényében, az Egri csillagokban is megemlítették, hogy pénzért se tudták leravaszkodni a súlyos láncokat) sem vezettek eredményre. A Magyarországot megszálló Szulejmán szultán a jelentős anyagi forrásokkal rendelkező, karizmatikus katonai vezetőben személyes ellenfelet látott, akinek ráadásul a hűségében sem lehetett feltétel nélkül megbízni. Emellett a birtokaira pályázó Ferdinánd király és Török hűbéres riválisai, például a Zrínyiek, de az Erdélybe visszaszoruló János Zsigmond nevében kizárólagos kormányzati hatalmat kapott Fráter György sem segítettek rajta. Végül 1544-ben szabadulása fejében összes váráról lemondott a törökök javára, ám, mivel a Porta az időközben királyi, illetve Habsburg-párti hűbéresek tulajdonába jutott objektumokat békés úton nem tudta birtokba venni, Török Bálint sem térhetett haza, 1550-ben halt meg Isztambulban, végső nyughelyét ma sem ismerjük.

## Házassága és leszármazottjai
Felesége Pemfflinger Katalin volt. A frigyből született:
- enyingi Török János (1529–1562. június) magyar főnemes, Hunyad vármegye örökös főispánja, vránai perjel.
- báró enyingi Török Ferenc  (1530-as évek eleje – 1571. február) nagybirtokos magyar főnemes, dunántúli főkapitány.

## Emlékezete
Török Bálint igazi reneszánsz ember volt: kiváló vitéz és hadvezér, művészetet pártoló főúr, a lovagi erkölcsöket azonban sajátságosan értelmező férfi. Támogatója volt a reformáció és az ezzel együtt járó magyar nyelvű irodalom elterjedésének, szigetvári udvarában működött az 1530-as évek közepétől 1542-ig  Tinódi Lantos Sebestyén is, aki Buda veszéséről és Terek Bálint fogságáról, illetve Prini Péter, Majlát István és Terek Bálint fogsága  című műveiben megörökítette támogatója és a kor alakjait. 
Felesége, Pemfflinger Katalin Csurgón országos hírű virágos kertet létesített. 
Török Bálint alakja leginkább Téglássy Imre és Gárdonyi Géza műveiből ismeretes, az Egri csillagok Bálint ura generációk példaképe.

## Egri csillagok
Török Bálint már a legelején is felbukkan fontos szereplőjeként Gárdonyi Gézának, aki Gergelyt (pontosabban Bornemissza Gergelyt) fiaként befogadja magához. Gergő olvasni, írni is nála tanul meg, és fiaként szereti őt. A szeretete miatt a fiú visszamegy érte a Héttoronyba, hogy kiszabadítsa - olasz énekesként -, ám ez sikertelen próbálkozásnak mutatkozik. Végül nélküle hagyja el Isztambult, és indul el Törökországból.

## Forrásművek
- Magyar életrajzi lexikon II. (L–Z). Főszerk. Kenyeres Ágnes. Budapest: Akadémiai. 1969.   904. o.
- Bessenyei József: A Héttorony foglya
- (MTA) Magyarország történeti kronológiája (II. kötet)
- Bethlen Farkas: Erdély története
- Nagy Iván: Magyarország családai czímerekkel és nemzékrendi táblákkal. Pest: Ráth Mór. 1857–1868.
- Hóman Bálint-Szekfű Gyula: Magyar történet (III. kötet)
- Bessenyei József: Enyingi Török Bálint
- Enyingi Török Bálint okmánytára Magyar Elektronikus Könyvtár (Hozzáférés: 2015. május 15.)
- Brodarics István: Igaz történet a magyarok és Szulejmán török császár mohácsi ütközetéről. In: Kulcsár Péter szerk.: Humanista történetírók. Szépirodalmi Könyvkiadó, Budapest, 1977
- Gárdonyi Géza: Egri Csillagok – A regény adatlapja a Molyon